# Canon EOS 77D
La Canon EOS 77D és una càmera rèflex digital APS-C fabricada per Canon. Aquesta, va ser anunciada el 14 de febrer de 2017 amb un preu de venta suggerit de 919€ només el cos, de 1019,99€ amb l'objecitiu Canon EF-S 18-55 mm f/4-5,6 IS STM i de 1319,99€ amb l'objectiu Canon EF-S 18-135 mm f/3,5-5,6 IS USM.
És coneguda com a EOS 9000D al Japó i EOS 770D a la Xina continental.
Segons la filial nord-americana de Canon, la càmera "representa una nova categoria de càmeres EOS amateurs avançades, un pas per sobre de la sèrie Rebel (EOS XXXD)". Tanmateix, varis revisors van considerar que el 77D formava part de la línia Rebel a tots els efectes pràctics.

## Principals característiques
Les seves característiques més destacades són:
- Sensor d'imatge CMOS APS-C de 24,2 megapíxels
- Processador d'imatge DIGIC 7
- 45 punts d'autoenfocament en creu
- Dual Píxel amb detecció de cara
- Disparo continu de 6 fotogrames per segon
- Sensibilitat ISO 100 - 25600 (ampliable fis a H: 51200)
- Gravació de vídeo: Full HD 1080p fins a 50/60 fps
- Pantalla LCD de 3,0" d'1.040.000 píxels abatible i tàctil
- Estabilitzador digital de 5 eixos[4]
- Connexió Bluetooth i Wi-Fi
- Bateria LP-E17
- Entrada de Jack de 3,5mm per a micròfons externs o gravadores

## Diferències respecte a la 80D[5]
Al ser una línia nova de Canon, la càmera més comparable amb ella és la Canon EOS 80D:
- Processador d'imatge: Digic 7, en lloc de Digic 6
- Estabilitzador d'imatge electrònic, que l'EOS 800D no incorpora
- Sensibilitat ISO ampliable: Fins a ISO 51.200, en lloc de 25.600
- Menys rapidesa en ràfega: 6 fps, en lloc de 7 fps
- Menys velocitat màxima d'obturador: 1/4000s en lloc de 1/8000s
- Menor camp visual del visor: 95% de cobertura amb 0,82 x, en lloc de 100% amb 0,95 x
- Bateria amb capacitat per realitzar fins a 600 fotografies, en lloc de 960
- L'EOS 800D incorpora una millor protecció contra el clima

## Premis
L'European Imaging and Sound Association (EISA) va atorgar el premi com a la millor càmera de consum 2017-18.

## Accessoris compatibles
- Tots els objectius amb muntura EF / EF-S
- Flaixos amb muntura Canon
- Micròfons amb entrada de Jack 3,5 mm
- Targetes de memoria SD, SDHC i SDXC
- Cable mini HDMI (tipus C)